# حسین کیست؟
حسین کیست؟ (به انگلیسی: Who is Hussain?)، سازمان مردم‌نهاد و غیردولتی ثبت‌شده در انگلستان است که با هدف آشنایی مردم جهان با حسین بن علی و عاشورا و الهام گرفتن از ارزش‌های انسانی شخصیت حسین بن علی مانند مساوات میان انسان‌ها و پیروان ادیان مختلف و با کوشش تعدادی از جوانان لندن در سال ۲۰۱۲ م. شروع به کار کرد و اکنون در بیش از ۶۰ شهر جهان شعبه دارد.
اعضای سازمان "حسین کیست؟" منحصر به مسلمانان نیست و غیر مسلمانان نیز در این مجموعه عضو هستند و تلاش می‌کنند با حرکت‌های مدنی، اسلام، مراسم مربوط به آن و دین‌دارانش را به دنیا معرفی کنند. همچنین این سازمان از ظرفیت شبکه‌های اجتماعی مثل تویتر برای معرفی حسین بن علی استفاده می‌کند.

## فعالیت‌ها
فعالان این گروه در کشورهای مختلف و به مناسبت‌های گوناگون، شیوه‌هایی را برای معرفی حسین بن علی به کار می‌گیرند.
1. اهدای خون به نیازمندان و بیماران با نیت خیرخواهانه؛
2. فعالیت‌های تبلیغاتی در مترو و ذکر نام حسین بن علی یا احادیثی از وی؛
3. راه اندازی کمپین TeamGiveBack؛
4. عیادت از بیماران، همنشینی با سالمندان و رسیدگی به ایتام؛
5. فعالیت‌های محیط زیستی؛